# Thysanotus juncifolius
Thysanotus juncifolius là một loài thực vật có hoa trong họ Măng tây. Loài này được (Salisb.) J.H.Willis & Court miêu tả khoa học đầu tiên năm 1956.

## Hình ảnh

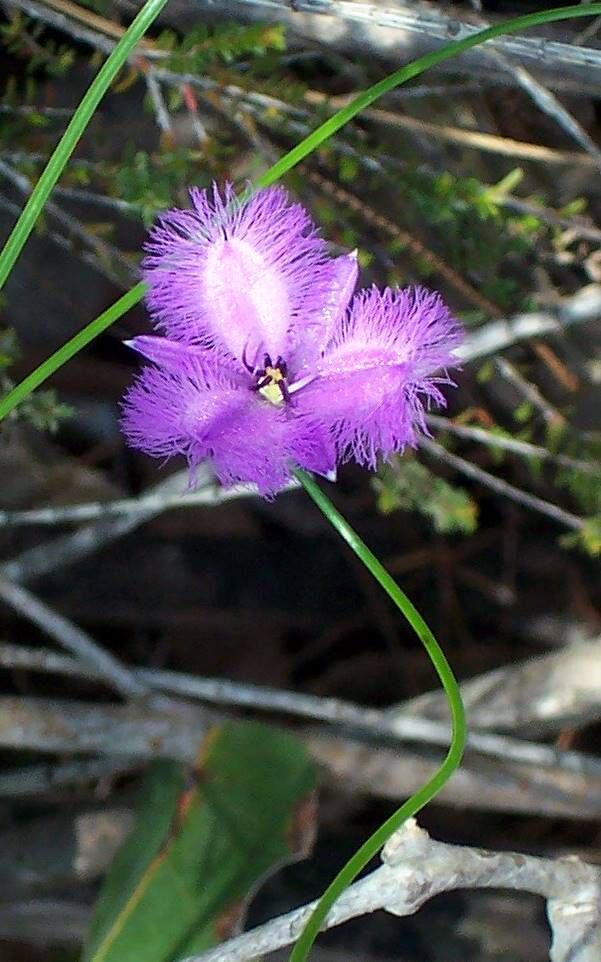